# Вінчестер (Іллінойс)
Вінчестер (англ. Winchester) — місто (англ. city) в США, в окрузі Скотт штату Іллінойс. Населення — 1574 особи (2020).

## Географія
Вінчестер розташований за координатами 39°37′47″ пн. ш. 90°27′21″ зх. д. / 39.62972° пн. ш. 90.45583° зх. д. (39.629780, -90.455962).  За даними Бюро перепису населення США в 2010 році місто мало площу 2,92 км², уся площа — суходіл.

## Демографія
Згідно з переписом 2010 року, у місті мешкали 1593 особи в 710 домогосподарствах у складі 430 родин. Густота населення становила 545 осіб/км².  Було 760 помешкань (260/км²).
Расовий склад населення:
| - 98,7 % — білих - 0,3 % — корінних американців - 0,1 % — чорних або афроамериканців - 0,1 % — азіатів |

До двох чи більше рас належало 0,9 %. Частка іспаномовних становила 0,7 % від усіх жителів.
За віковим діапазоном населення розподілялося таким чином: 24,1 % — особи молодші 18 років, 54,5 % — особи у віці 18—64 років, 21,4 % — особи у віці 65 років та старші. Медіана віку мешканця становила 42,8 року. На 100 осіб жіночої статі у місті припадало 84,8 чоловіків;  на 100 жінок у віці від 18 років та старших — 83,5 чоловіків також старших 18 років.
Середній дохід на одне домашнє господарство  становив 53 147 доларів США (медіана — 41 250), а середній дохід на одну сім'ю — 67 613 долари (медіана — 61 375). Медіана доходів становила 46 800 доларів для чоловіків та 35 100 доларів для жінок. За межею бідності перебувало 12,9 % осіб, у тому числі 15,5 % дітей у віці до 18 років та 13,0 % осіб у віці 65 років та старших.
Цивільне працевлаштоване населення становило 727 осіб. Основні галузі зайнятості: освіта, охорона здоров'я та соціальна допомога — 21,7 %, роздрібна торгівля — 14,4 %, публічна адміністрація — 11,3 %, фінанси, страхування та нерухомість — 9,5 %.